# Alejandro Scopelli Casanova
Alejandro Scopelli Casanova (La Plata, 12 de maig de 1908 - Ciutat de Mèxic, 23 d'octubre de 1987) fou un futbolista argentí dels anys 30 i posteriorment un destacat entrenador.

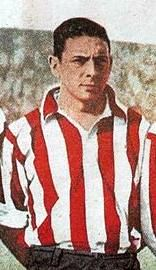
Scopelli a Estudiantes de La Plata.

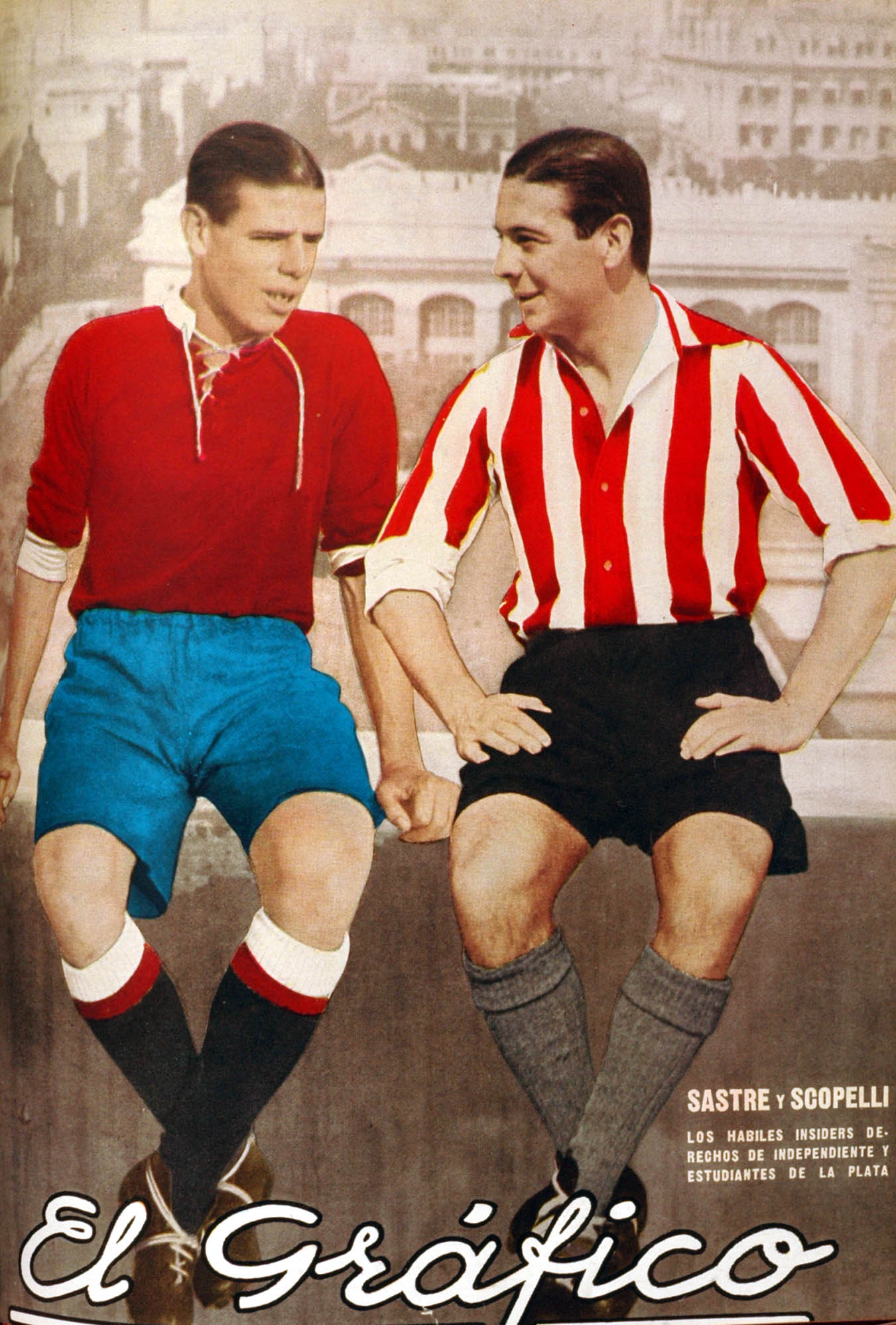
Scopelli amb Antonio Sastre, de CA Independiente, el 1933.

Com a futbolista fou un autèntic rodamón. El primer club on destacà fou a l'Argentina a l'Estudiantes de La Plata, on formà part de la davantera anomenada Los Profesores. També fou internacional amb Argentina, disputant la primera Copa del Món l'any 1930. L'any 1933 Scopelli es traslladà a Itàlia on competí amb l'AS Roma i l'Inter de Milà. L'any 1935 també fou internacional amb la selecció italiana.
El 1936 retornà a l'Argentina on defensà els colors de Racing Club de Avellaneda. La seva carrera acabà a diversos clubs d'arreu del món, al Red Star Paris a França, a Belenenses i Benfica a Portugal i el 1942 a la Universidad de Chile.
A la seva brillant carrera com a futbolista, continuà una no menys brillant etapa com a entrenador.
Entrenà a diversos clubs entre els que es poden destacar el Club América mexicà, València CF i RCD Espanyol als Països Catalans, Belenenses, Sporting CP i FC Porto a Portugal o la Universidad de Chile. També dirigí diverses seleccions nacionals, com Xile, Portugal i Mèxic.
A l'Espanyol va tenir un paper destacat. La temporada 1952-53 fou una de les més destacades del club, i fou coneguda com la lliga de l'oxigen, ja que Scopelli feia recuperar els seus jugadors al descans mitjançant la ingestió d'aquest element.